# Фламиньи, Серджо
Серджо Фламиньи (итал. Sergio Flamigni; род. 22 октября 1925, Форли) — итальянский политик и писатель, член Сената Италии (1979—1987).

## Биография
Фламиньи родился 22 октября 1925 года в Форли. Начал свою политическую деятельность в 1941 году, будучи членом подпольной группы молодых антифашистов в своем родном городе и впоследствии вступил в Коммунистическую партию Италии. В 1943 году он был назначен секретарем коммунистического молодежного движения в Форли и стал членом подпольного комитета партии в городе. Он сражался в качестве партизана в итальянском движении сопротивления против немецкой оккупации.
В 1952 году Фламиньи был назначен секретарем главного левого профсоюза Италии в Форли. В 1959 году он был избран в национальный центральный комитет партии, а в следующем году стал региональным координатором по Эмилии-Романье. Он также был членом городского совета Форли с 1956 по 1960 год и совета провинции с 1960 по 1964 год.
Фламиньи был избран в Итальянскую палату депутатов в 1968 году, оставаясь членом до 1979 года, когда он стал итальянским сенатором.